# 궁수자리 크시1
궁수자리 크시1(ξ1 Sgr)는 궁수자리 방향에 있는 단독성으로 청백색 빛을 낸다. 겉보기등급은 +5.06으로 맨눈으로 관측시 희미하게 보인다. 지구에서 봤을 때의 연주 시차는 1.58 밀리초각으로 이로부터 계산한 이 계와 우리 사이의 거리는 약 2100 광년이다.
크시1은 무거운 초거성으로 분광형은 B9/A0 Ib이다. 질량은 태양의 약 7.8 배에 나이는 약 4천만 년이다. 이 별은 중심핵에 있던 수소를 모두 소진했으며 현재 태양 반지름의 15배 크기로 확장되어 있다. 광구에서의 유효 온도는 약 9400 켈빈으로 태양 광도의 2753 배에 이르는 에너지를 복사하고 있다.